# Кайеннский иглохвостый печник
Кайеннский иглохвостый печник (лат. Synallaxis gujanensis) — вид воробьиных птиц из семейства печниковых. Выделяют 6 подвидов. Распространены в Южной Америке.

## Описание
Кайеннский иглохвостый печник достигает длины 15—17 см и весит от 13 до 22 г. Половой диморфизм не выражен. У взрослых особей номинативного подвида серовато-коричневое лицо с серовато-жёлтой надбровной дугой. Макушка и верхняя часть тела тускло-коричневатые, лоб немного темнее. Крылья тёмно-рыжие с более тусклыми кончиками маховых перьев. Хвост градуированный с заострёнными кончиками перьев, тёмно-рыжеватый. Горло беловатое, а грудь, бока и кроющие подхвостья коричневатые. Брюхо светлее, чем остальная часть нижней части тела. Радужная оболочка от коричневатого до светло-коричневого цвета. Надклювье черноватое, подклювье от серого до бледно-серого цвета, иногда с черноватым кончиком. Ноги от оливково-серых до зеленовато-жёлтых или сине-серых. У молоди на груди есть слабые тёмные отметины.

## Подвиды и распространение
Выделяют 6 подвидов:
- Synallaxis gujanensis columbiana Chapman, 1914 — юго-центральная Колумбия между департаментами Мета и Путумайо
- Synallaxis gujanensis gujanensis (Gmelin, 1789) — номинативный подвид; восточная и южная Венесуэла на восток через Гайану и северную и восточную Бразилию до атлантического побережья и на юг до севера Мату-Гросу
- Synallaxis gujanensis huallagae Cory, 1919 — юго-восточная Колумбия, восток Эквадора, восток Перу и северная Боливия
- Synallaxis gujanensis canipileus Chapman, 1923 — юго-восток Перу (регионы Куско и Пуно)
- Synallaxis gujanensis inornata Pelzeln, 1856 — западно-центральный бразильский штат Амазонас и северо-восток Боливии
- Synallaxis gujanensis certhiola Todd, 1916 — восток Боливии (регионы Крус и Бени)

У подвида S. g. columbiana нижняя часть тела намного белее, а бока более серые (менее рыжевато-коричневые), чем у номинанта. S. g. huallagae темнее и серее, чем номинант, с боками оливкового цвета. S. g. canipileus похож на S. g. huallagae, но с более серой нижней частью и более бледными крыльями и хвостом. S. g. inornata имеет более насыщенный цвет; верхняя часть тела более коричневая, чем у номинанта, лицо более бурое и гораздо более яркая нижняя часть. У S. g. certhiola сероватое лицо, спина оливкового цвета, охристо-белая середина брюха, а окраска крыльев, хвоста и нижней части тела занимает промежуточное положение между окраской довольно невзрачного номинанта и яркого S. g. inornata.

## Вокализация
Пение различается в разных регионах. На северо-востоке Бразилии это две четко разделённые ноты, первая нота высокая, резкая, взрывная «whip», вторая нота более низкая «wuh», вместе с «whip wuh». В западной Бразилии это «tjuh mcweet», первая часть слегка приглушена, «weet» намного выше. Песня в Эквадоре слышится как неторопливое «keé, kuh», повторяемое с интервалом в несколько секунд.

## Биология
Кайеннский иглохвостый печник питается в основном членистоногими; добывает пищу парами на земле и в подлеске на высоте примерно до 2 м от земли, подбирает добычу из опавших листьев, травы и мелких веток.
Сезон размножения варьируется в зависимости от региона. В Суринаме яйца были отмечены в январе, марте, в период с мая по сентябрь и в декабре. Гнездо представляет собой шар из палочек (длина которого может быть вдвое больше его ширины) с горизонтальным туннелем, ведущим к камере для яиц. Обычно оно размещается в густой растительности на высоте примерно 1—2 м от земли. В кладке два—три яйца. Биология размножения не описана.